# Survivors of the Holocaust
Survivors of the Holocaust is een documentaire uit 1996 van de Amerikaanse regisseur en producent Steven Spielberg. De film geeft een beeld van het ontstaan en de betekenis van de Shoah Foundation naar aanleiding van Spielbergs film Schindler's List uit 1993.
Tijdens het filmen van Schindler's List in Polen vroegen overlevenden van de Shoah aan Steven Spielberg of hij ook hun verhaal kon filmen. Dat bracht Spielberg op het idee een wereldwijd videoarchief te maken van levensverhalen van Joodse overlevenden en anderen die om identiteit werden vervolgd, zoals Roma en Sinti. Hiertoe richtte Spielberg in 1994 de Survivors of the Shoah Visual History Foundation op (nu USC Shoah Foundation Institute). Doel van de Shoah Foundation is het vastleggen van levensverhalen van overlevenden van de Shoah en andere genocides, om hun herinneringen voor toekomstige generaties te bewaren. De film geeft een impressie van de 52.000 verhalen uit 56 landen die de Shoah Foundation tussen 1994 en 1998 heeft verzameld. Persoonlijke verhalen van de gebeurtenissen voor, tijdens en na de Tweede Wereldoorlog worden afgewisseld door archiefbeelden, originele muziek en persoonlijke foto's en voorwerpen.
Het gehele Visual History Archive van het USC Shoah Foundation Institute is in 51 universiteiten en musea, in met name de Verenigde Staten, Europa en Australië, te zien. Sinds 2010 worden tweeduizend Nederlandse verhalen in diverse talen uit het Visual History Archive bewaard als Tweeduizend Getuigen Vertellen, te bekijken in het Joods Historisch Museum in Amsterdam.